# Перрі-Качкодзьоб
Перрі Качкодзьоб (англ. Perry the Platypus), він же Агент Пе (англ. Agent P) — герой мультсеріалу «Фінеас і Ферб», домашній качкодзьоб, таємний агент «ОБКА» (організації Без крутої абревіатури) — (англ. O.W.C.A, Organization Without a Cool Acronim). Малюється як цегла бірюзового кольору.

## Характеристика
Живе в родині Флінн-Флетчерів, улюбленець Фінеаса і Ферба. Перед господарями Перрі повинен зображати ліниву бездумну тварину. У разі викриття йому доведеться назавжди розлучитися з хлопчиками і перевестися в іншу сім'ю, тому Перрі відповідно до своїх інструкцій всіляко приховує своє подвійне життя.
У повнометражному мультфільмі «Фінеас і Ферб: У другому вимірі» був змушений розкрити свою таємницю Фінеасу і Фербу, і ті, щоб залишити його в сім'ї, пройшли процедуру стирання пам'яті. Працюючи як агент, він одягає капелюх, його завдання — припиняти шкідливу діяльність злостивого вченого, доктора Дуфеншмірца. В ході роботи вони так добре познайомилися, що стали друзями. Не говорить, але видає звук, що нагадує бурчання.

## Історія
Перрі-домашній качконіс змішаної родини Флінн-Флетчерів. Він сподобався Фінеасу і Фербу, оскільки його несфокусований погляд справляв враження, ніби він дивиться на них обох одночасно. Потай від них, Перрі живе подвійним життям секретного агента, що працює на «Організацію Без Крутої Абревіатури/ОБКА», маючи псевдонім — «Агент Пе».